# رقص شب
«رقص شب» (انگلیسی: Dance the Night) ترانه‌ای از خوانندهٔ انگلیسی و آلبانیایی دوآ لیپا است که در باربی: آلبوم (موسیقی متن فیلم ۲۰۲۳ باربی) قرار دارد. لیپا و کارولاین آیلین این ترانه را با تهیه‌کنندگانش اندرو ویات و مارک رانسون نوشتند. همچنین پیکارد برادرز در تهیهٔ ترانه مشارکت داشت. آتلانتیک و وارنر رکوردز این ترانه را به‌عنوان تک‌آهنگ آغازین موسیقی متن در ۲۵ مهٔ ۲۰۲۳ منتشر کردند. این ترانه اثری پاپ و دیسکو و اشعار آن دربارهٔ رقصیدن در طول شب با وجود تحمل غم است. این ترانه با موزیک ویدئویی همراه بود که کارگردان باربی، گرتا گرویگ، در آن حضور افتخاری دارد.
«رقص شب» به رتبه یک جدول تک‌آهنگ‌های بریتانیا رسید و چهارمین تک آهنگ نامبروان لیپا در این کشور شد. در ایالات متحده، این آهنگ در رتبه ششم بیلبورد هات ۱۰۰ قرار گرفت و به پنجمین ترانهٔ تاپ‌تن این خواننده در این کشور تبدیل شد. در جاهای دیگر، «شب رقص» در ایرلند و بلژیک به رتبه اول رسید و در استرالیا، اتریش، کانادا، دانمارک، فرانسه، آلمان، هلند، نیوزیلند، روسیه و سوئیس در تاپ‌تن بود. این ترانه نامزد جایزه گرمی ترانه سال و بهترین ترانه نوشته‌شده برای رسانه‌های بصری شد.